# Pallavolo ai XVII Giochi del Mediterraneo - Convocazioni al torneo maschile
Elenco dei giocatori convocate per i XVII Giochi del Mediterraneo.

## Algeria
| N° | Nome                 | Ruolo | Data di nascita  | Squadra |
| -- | -------------------- | ----- | ---------------- | ------- |
| -  | Morad Sennoun        | All   | -                | -       |
| 1  | Ilyas Achouri        | L     | 26 febbraio 1987 | -       |
| 2  | Abderrahmen Messaoud | -     | 19 luglio 1987   | -       |
| 4  | Yassine Hakmi        | -     | 6 agosto 1982    | -       |
| 6  | Med Amine Oumessaad  | -     | 22 dicembre 1986 | -       |
| 7  | Ali Kerboua          | -     | 17 aprile 1983   | Al-Nasr |
| 9  | Mohamed Chikhi       | -     | -                | Al-Wasl |
| 10 | Toufik Mahdjoubi     | -     | 21 novembre 1986 | Al-Sadd |
| 11 | Mohamed Hachemi      | -     | 9 marzo 1983     | -       |
| 13 | Ibrahim Laouadi      | -     | -                | -       |
| 15 | Djoudi Rafik         | L     | 6 aprile 1986    | -       |
| 16 | Cherchali Ouled      | -     | -                | -       |
| 18 | Billel Soualem       | -     | -                | -       |

## Egitto
| N° | Nome                | Ruolo | Data di nascita  | Squadra            |
| -- | ------------------- | ----- | ---------------- | ------------------ |
| -  | Antonio Giacobbe    | All   | 12 febbraio 1947 | -                  |
| 1  | Saleh Youssef       | S     | 25 luglio 1982   | Espérance de Tunis |
| 2  | Abdalla Bekhit      | P     | 10 ottobre 1983  | Al-Ahly            |
| 3  | Fahif Abdelhalim    | -     | -                | -                  |
| 4  | Ahmed Abdelhay      | S     | 19 agosto 1984   | -                  |
| 5  | Abdellatif Ahmed    | C     | 13 agosto 1983   | Al-Nasr            |
| 7  | Ashraf Abouelhassan | P     | 17 maggio 1975   | Zamalek            |
| 9  | Rashad Atia         | -     | 2 settembre 1986 | -                  |
| 10 | Ahmed Mohamed       | S     | 1º marzo 1989    | -                  |
| 15 | Ahmed El Kotb       | -     | 23 luglio 1991   | -                  |
| 16 | Mohamed Masoud      | -     | 1º maggio 1994   | -                  |
| 17 | Reda Haikal         | S     | 7 novembre 1990  | -                  |
| 19 | Mohamed Moawad      | L     | 26 agosto 1987   | -                  |

## Francia
| N° | Nome              | Ruolo | Data di nascita   | Squadra           |
| -- | ----------------- | ----- | ----------------- | ----------------- |
| -  | Marc Francastel   | All   | 9 aprile 1963     | -                 |
| 1  | Toafa Takaniko    | P     | 29 maggio 1985    | Nantes            |
| 2  | Baptiste Geiler   | S     | 16 marzo 1987     | Arago de Sète     |
| 3  | Jonas Aguenier    | C     | 28 aprile 1992    | Nantes            |
| 4  | Adrien Taghin     | C     | 11 agosto 1988    | Plessis-Robinson  |
| 5  | Quentin Jouffroy  | C     | 5 luglio 1993     | ASUL Lyon         |
| 7  | Florian Lacassie  | S     | 16 novembre 1990  | Gazélec Ajaccio   |
| 8  | Yoann Jaumel      | P     | 16 settembre 1987 | Avignon           |
| 9  | Steve Peironet    | L     | 20 maggio 1985    | Gazélec Ajaccio   |
| 10 | Yacine Louati     | S     | 4 marzo 1992      | Tourcoing         |
| 11 | Trévor Clévenot   | S     | 28 giugno 1994    | Spacer's Toulouse |
| 12 | Franck Lafitte    | C     | 8 marzo 1989      | Montpellier       |
| 13 | Horacio d'Almeida | C     | 11 giugno 1988    | Tourcoing         |

## Italia
| N° | Nome                | Ruolo | Data di nascita   | Squadra          |
| -- | ------------------- | ----- | ----------------- | ---------------- |
| -  | Andrea Giani        | All   | 22 aprile 1970    | -                |
| 1  | Filippo Vedovotto   | S     | 2 dicembre 1990   | Padova           |
| 2  | Marco Falaschi      | P     | 18 settembre 1987 | New Mater        |
| 3  | Andrea Galliani     | S/O   | 6 gennaio 1988    | Piemonte         |
| 5  | Giorgio De Togni    | C     | 7 luglio 1985     | Altotevere       |
| 6  | Ludovico Dolfo      | S     | 30 giugno 1989    | New Mater        |
| 7  | Simone Anzani       | C     | 24 febbraio 1992  | Argos            |
| 9  | Alessandro Preti    | S     | 7 agosto 1992     | Segrate          |
| 10 | Filippo Lanza       | S     | 3 marzo 1991      | Trentino         |
| 11 | Nicola Pesaresi     | L     | 11 febbraio 1991  | BluVolley Verona |
| 12 | Daniele Mazzone     | C     | 4 giugno 1992     | Argos            |
| 15 | Pier Paolo Partenio | P     | 6 febbraio 1993   | Lube             |
| 18 | Giulio Sabbi        | S/O   | 10 agosto 1989    | New Mater        |

## Macedonia
| N° | Nome               | Ruolo | Data di nascita   | Squadra                |
| -- | ------------------ | ----- | ----------------- | ---------------------- |
| -  | Nikolay Jeliazkov  | All   | 26 febbraio 1970  | Corigliano Volley      |
| 1  | Darko Angelovski   | L     | 4 febbraio 1994   | -                      |
| 2  | Ǵorǵi Ǵorǵiev      | P     | 22 maggio 1992    | Marek Junion-Ivkoni    |
| 3  | Gjoko Josifov      | C     | 6 marzo 1985      | Raiffeisen Waldviertel |
| 4  | Nikola Ǵorǵiev     | O     | 23 luglio 1988    | Maliye Milli Piyango   |
| 5  | Vlado Milev        | S     | 9 maggio 1987     | Raiffeisen Waldviertel |
| 6  | Filip Despotovski  | P     | 2 luglio 1986     | Dinamo Bucarest        |
| 7  | Aleksandar Milkov  | S     | 12 maggio 1982    | -                      |
| 8  | Aleksandar Ljaftov | S     | 15 agosto 1990    | Anagennīsī Deryneia    |
| 9  | Jovica Simovski    | O     | 17 novembre 1982  | Gazélec Ajaccio        |
| 13 | Hristo Nikolov     | C     | 5 ottobre 1990    | -                      |
| 15 | Vuk Karanovikj     | S     | 18 dicembre 1987  | -                      |
| 16 | Blagoj Ginov       | L     | 26 settembre 1983 | Kakanj                 |

## Tunisia
| N° | Nome              | Ruolo | Data di nascita  | Squadra            |
| -- | ----------------- | ----- | ---------------- | ------------------ |
| -  | Fethi Mkaouer     | All   | -                | -                  |
| 1  | Saddem Hmissi     | L     | 16 febbraio 1991 | Espérance de Tunis |
| 2  | Ahmed Kadhi       | C     | 19 aprile 1989   | NR Bordj           |
| 3  | Marouane M'rabet  | S     | 5 giugno 1985    | Étoile du Sahel    |
| 4  | Marouen Garci     | S     | 31 marzo 1988    | -                  |
| 5  | Samir Sellami     | P     | 13 luglio 1977   | Sfaxien            |
| 7  | Ilyès Karamosli   | S     | 22 agosto 1989   | -                  |
| 9  | Hakim Zouari      | S     | 28 marzo 1988    | -                  |
| 10 | Hamza Nagga       | S/O   | 29 maggio 1990   | Étoile du Sahel    |
| 11 | Ismaïl Moalla     | C     | 30 gennaio 1990  | Sfaxien            |
| 12 | Anouer Taouerghi  | L     | 17 agosto 1983   | Sfaxien            |
| 14 | Bilel Ben Hassine | C     | 22 giugno 1983   | Sfaxien            |
| 16 | Amen Allah Hmissi | S     | 6 aprile 1988    | -                  |

## Turchia
| N° | Nome             | Ruolo | Data di nascita   | Squadra              |
| -- | ---------------- | ----- | ----------------- | -------------------- |
| -  | Veljko Bašić     | All   | 3 ottobre 1959    | -                    |
| 1  | Ulaş Kıyak       | P     | 11 agosto 1981    | Galatasaray          |
| 3  | Hakkı Çapkınoğlu | C     | 20 luglio 1980    | Arkas                |
| 4  | Metin Toy        | S/O   | 3 maggio 1994     | Fenerbahçe           |
| 7  | Can Ayvazoğlu    | S     | 14 settembre 1989 | Halkbank             |
| 8  | Burutay Subaşı   | S     | 15 luglio 1990    | Arkas                |
| 9  | Serhat Coşkun    | S/O   | 18 luglio 1987    | Halkbank             |
| 10 | Emre Batur       | C     | 21 aprile 1988    | Halkbank             |
| 11 | Vefa Yılmaz      | P     | 24 aprile 1982    | Maliye Milli Piyango |
| 12 | Halil Yücel      | S     | 24 novembre 1989  | Halkbank             |
| 13 | Emin Gök         | C     | 15 febbraio 1988  | Arkas                |
| 15 | Mustafa Koç      | C     | 23 febbraio 1992  | Arkas                |
| 18 | Ramazan Kılıç    | L     | 31 maggio 1984    | Fenerbahçe           |